# Le Mans 24-timmars 1992
Le Mans 24-timmars 1992 vanns av Peugeot med Derek Warwick, Yannick Dalmas och Mark Blundell som förare.

## Resultat
| Plats | Förare                                                             | Märke   | Varv |
| ----- | ------------------------------------------------------------------ | ------- | ---- |
| 1     | Derek Warwick Yannick Dalmas Mark Blundell                         | Peugeot | 352  |
| 2     | Masanori Sekiya Pierre-Henri Raphanel Kenny Acheson                | Toyota  | 346  |
| 3     | Mauro Baldi Philippe Alliot Jean-Pierre Jabouille                  | Peugeot | 345  |
| 4     | Johnny Herbert Bertrand Gachot Volker Weidler Maurizio Sandro Sala | Mazda   | 336  |
| 5     | Stefan Johansson George Fouché Steven Andskär                      | Toyota  | 336  |
| 6     | Bob Wollek Henri Pescarolo Jean-Louis Ricci                        | Courage | 335  |
| 7     | Manuel Reuter Giovanni Lavaggi John Nielsen                        | Porsche | 334  |
| 8     | Jan Lammers Andy Wallace Teo Fabi                                  | Toyota  | 331  |